# Heide Rosendahl
Heide Rosendahl (República Federal Alemana, 14 de febrero de 1947) es una atleta alemana retirada, especializada en las pruebas de 4 x 100 m y salto de longitud en las que llegó a ser campeona olímpica en 1972; y en salto de longitud además logró ser plusmarquista mundial desde el 14 de octubre de 1968 al 3 de septiembre de 1970. También obtuvo la medalla  de Plata en pentatlón femenino en la Olimpiada de Múnich 1972.

## Carrera deportiva
En los JJ. OO. de Múnich 1972 ganó la medalla de oro en los relevos 4 x 100 metros, con un tiempo de 42.81 segundos, llegando por delante de Alemania del Este y Cuba, siendo sus compañeras de equipo: Ingrid Becker, Annegret Richter y Christiane Krause; también ganó el oro en salto de longitud, con un salto de 6.78 metros, superando a la búlgara Diana Yorgova (plata con 6.77 metros) y a la rusa Eva Suranova (bronce con 6.67 metros).